# Ponte da Ajuda

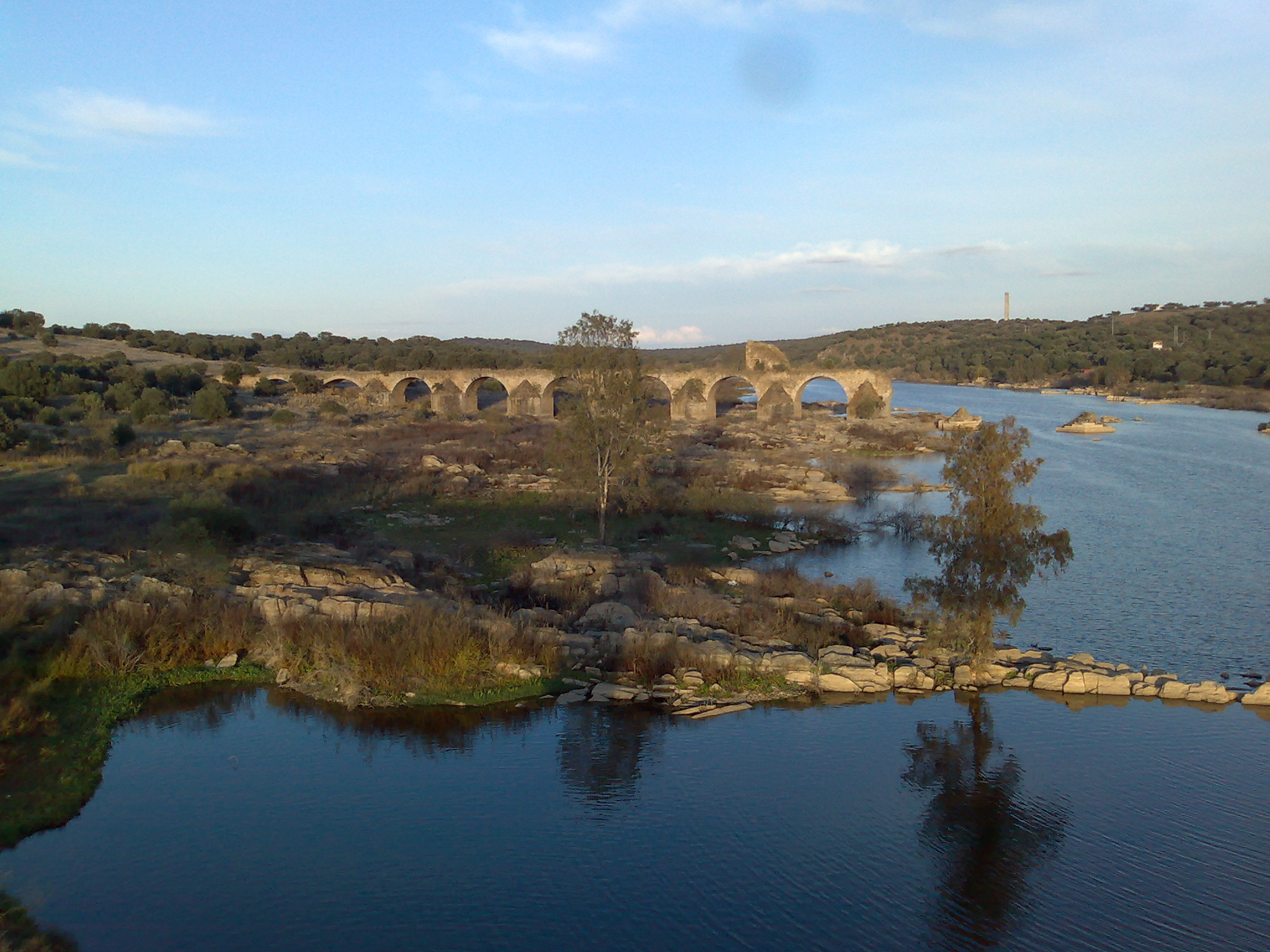
Ponte da Ajuda: vista para a margem de Elvas.

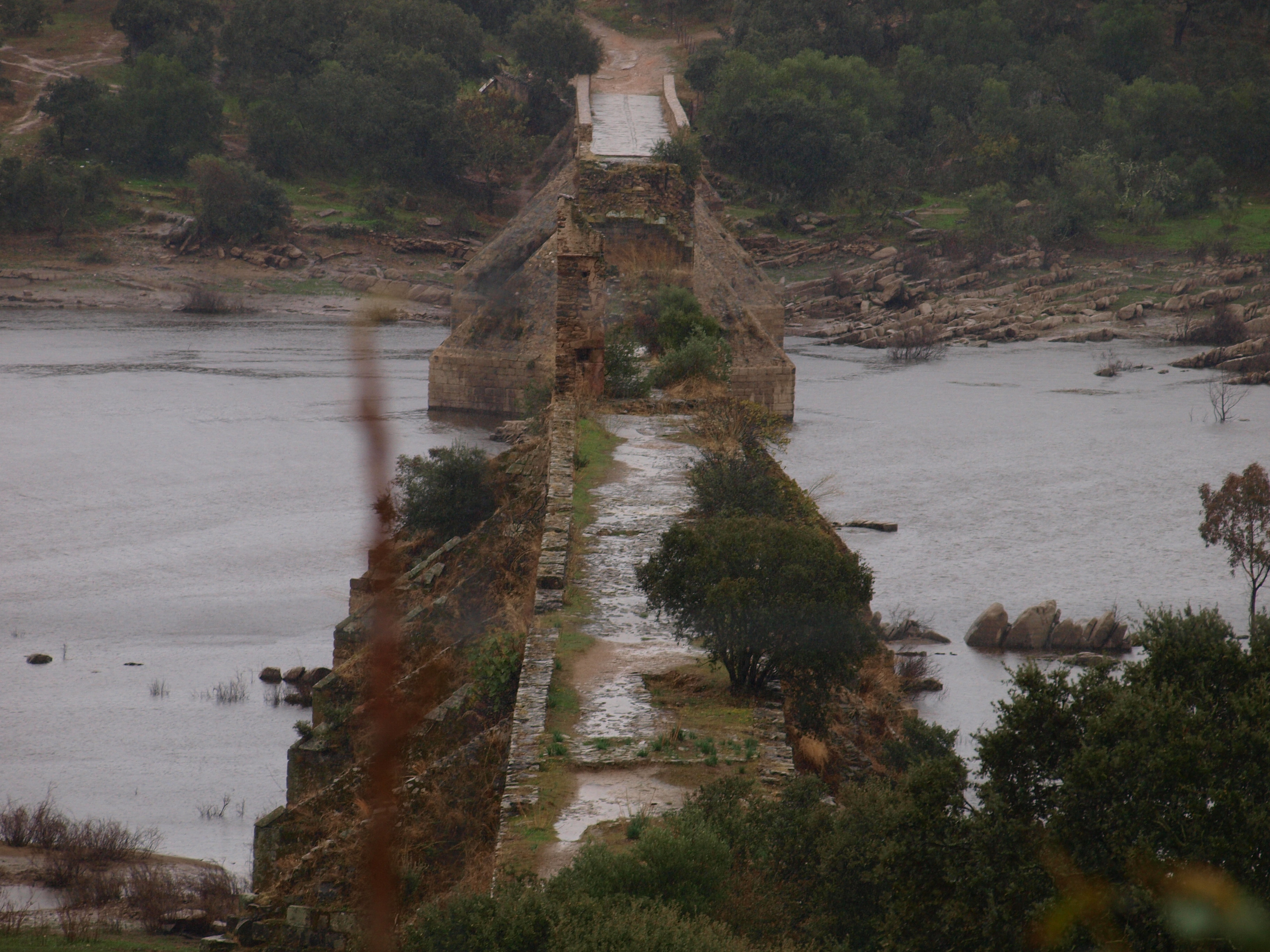
Ponte da Ajuda: vista longitudinal a partir da margem de Elvas.

A Ponte da Ajuda, também referida como Ponte de Nossa Senhora da Ajuda e como Ponte de Olivença, situa-se sobre o rio Guadiana, ligando a atual freguesia portuguesa de Assunção, Ajuda, Salvador e Santo Ildefonso, do município de Elvas, distrito de Portalegre, no Alentejo, ao município de Olivença, atualmente sob domínio de Espanha.
Atualmente em ruínas, ligava as localidades de Elvas e de Olivença. Em 1967, a ponte foi declarada como Imóvel de Interesse Público pelo estado português.
Em 2000, foi inaugurada uma nova ponte, a curta distância e a jusante da antiga, construída e financiada pelo governo português.

## História
Foi mandada erguer por Manuel I de Portugal com a função de assegurar a operação das forças militares portuguesas na margem esquerda do rio Guadiana, em apoio ao Castelo de Olivença, em 19 de dezembro de 1510, no chamado local de Nossa Senhora da Ajuda.
Em 1597, alguns dos arcos centrais desabaram, em consequência de fortes cheias que aumentaram significativamente o caudal do rio Guadiana. Mais tarde, em 1641, após vários invernos rigorosos causando danos à ponte, esta foi reparada por ordem do general D. João da Costa, que mandou substituir dois dos arcos deficientes por pontes levadiças.
Foi parcialmente destruída pelo exército castelhano durante a Guerra da Restauração, em setembro de 1646, tendo sido reparada após o fim da guerra.
Mais tarde, em 1709, no contexto da Guerra da Sucessão Espanhola, o exército castelhano fez explodir a ponte, destruindo-a mais uma vez parcialmente. A partir dessa altura, a ligação entre Elvas e Olivença passou a ter que ser realizada através de terras espanholas. A ponte permanece em ruínas desde essa data até hoje, não tendo sofrido qualquer restauro.
Na cimeira luso-espanhola de 1994, o governo português recusou um empreendimento transfronteiriço de construção de uma nova ponte sobre o rio Guadiana, perto da ponte da Ajuda, chamando a si todos os encargos e responsabilidades de construção dessa futura ponte, evitando assim quaisquer formas de reconhecimento tácito de um traçado de fronteira sobre a linha do Guadiana e qualquer cedência do território de Olivença e correspondente património, a qual foi aberta ao trânsito em 2000.

## Características
Com trezentos e oitenta metros de comprimento por cinco metros e meio de largura, apoiava-se em dezenove arcos, defendida por um sólido torreão em seu centro, torreão este dividido internamente em três pavimentos, com aposentos dotados de janelas. O torreão foi assente em penedos de grande dimensão, que ainda hoje podem ser observados.

## Galeria

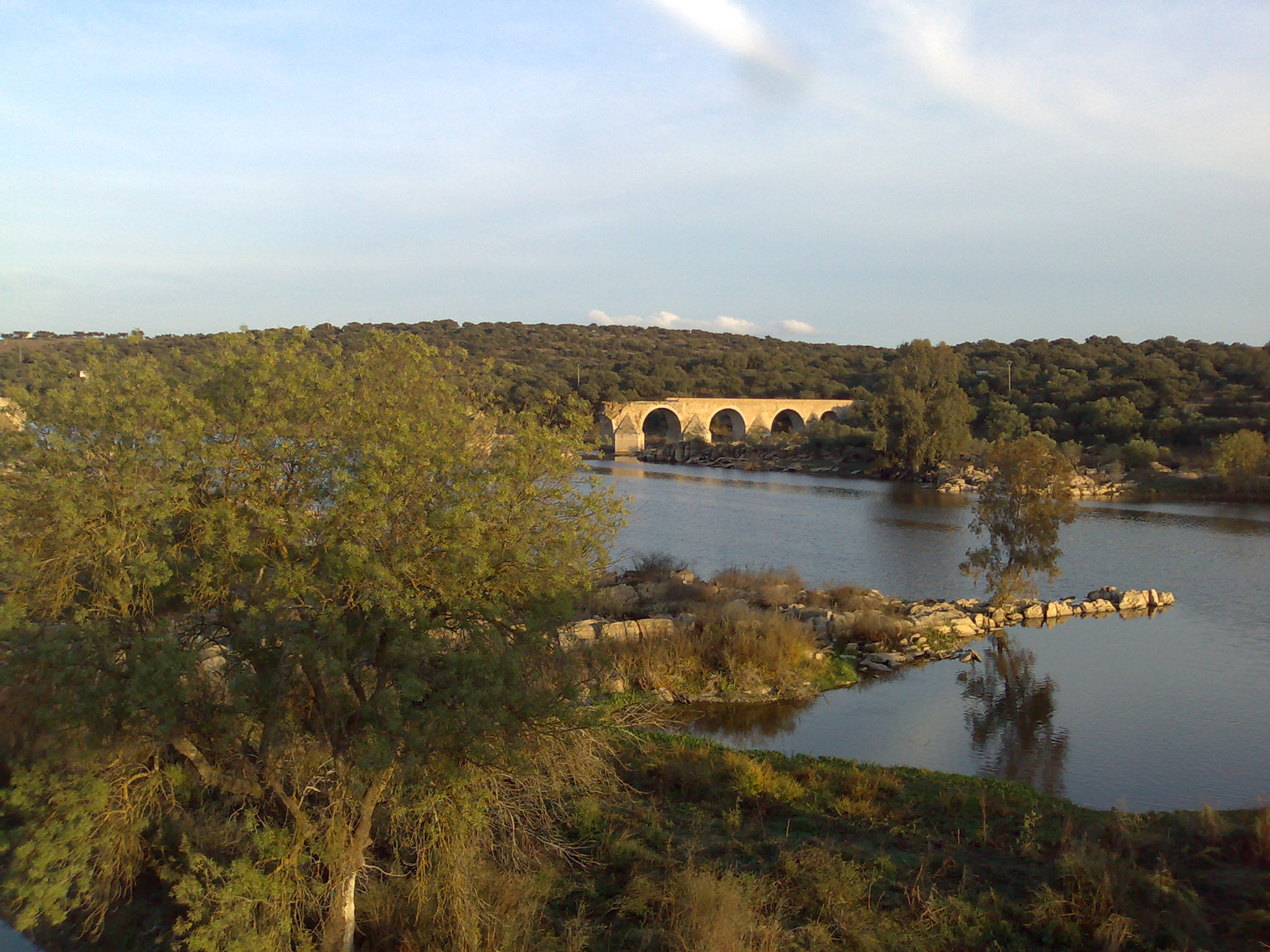
Vista para a margem de Olivença
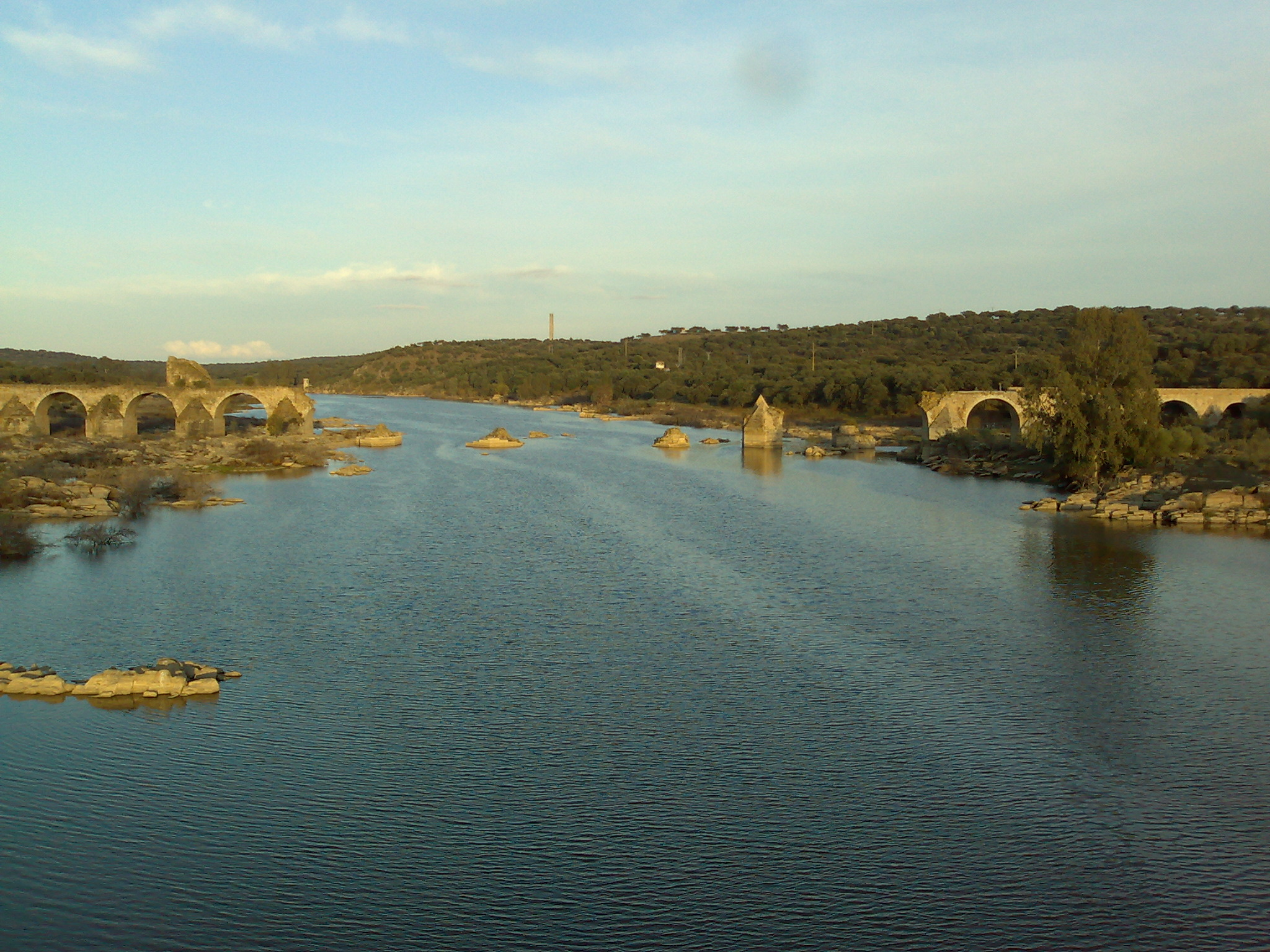
Vista geral
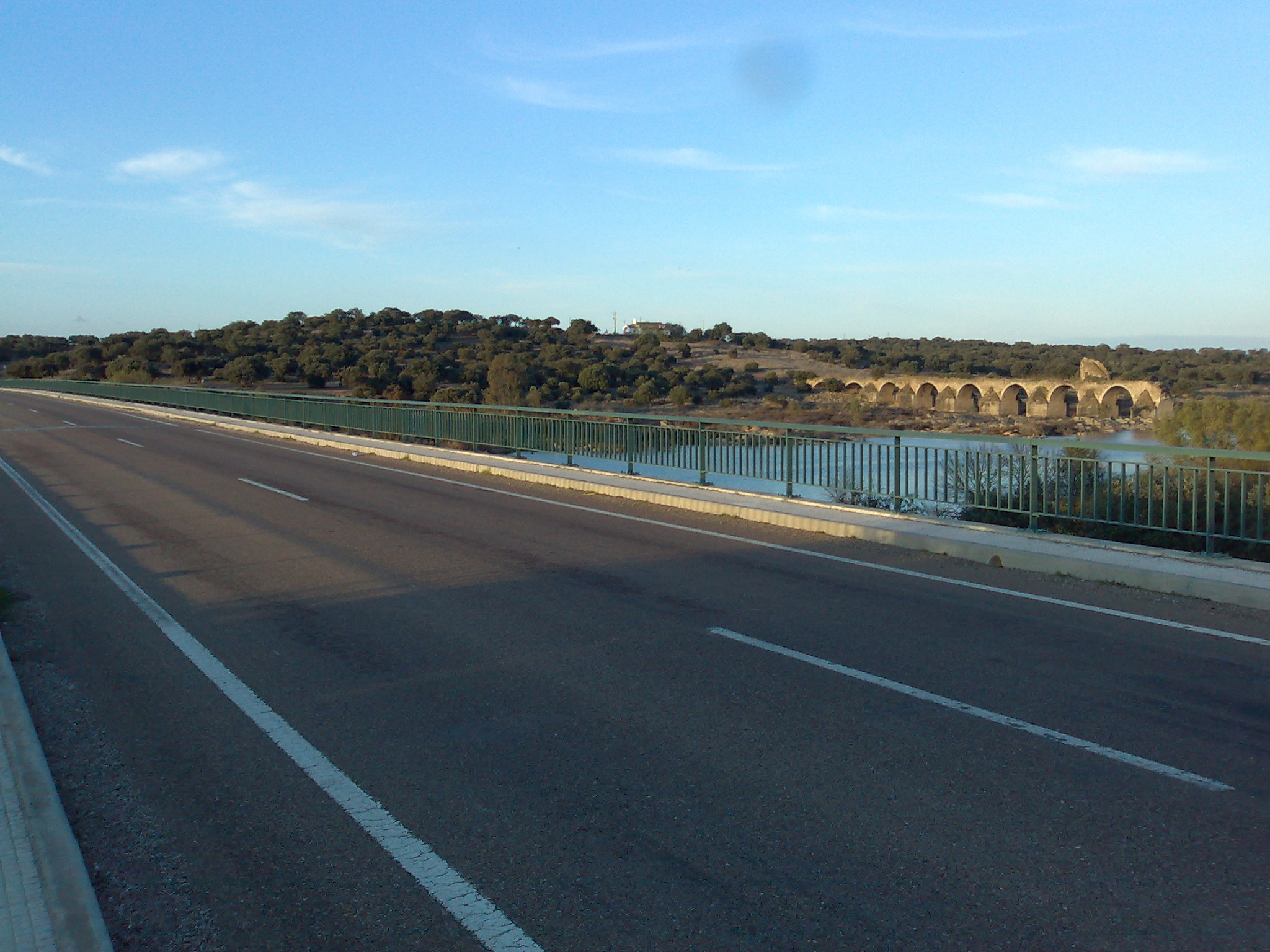
Vista da ponte nova